# 堺組
堺組（さかいぐみ）は、東京都新宿区歌舞伎町に本部を置く暴力団で、指定暴力団・住吉会の三次団体。上部団体は、十三代目幸平一家。

## 概要
暴走族グループ「関東連合」の元メンバーの多くを組員にし勢力を広め、警視庁による摘発が相次いでいる、2019年には「関東連合」の元幹部だった松嶋クロスが堺組の組員として逮捕された。

## 事件
2002年11月、歌舞伎町の路上で中国人の男性を車に押し込み、約20時間監禁したとして逮捕監禁容疑で組長の陳俊二が逮捕された、同年9月には住吉会系組員が中国人に射殺されていた。
2004年4月、歌舞伎町で山口組系岡川総業の組員が射殺され、都立富士高校敷地内に逃げた堺組組員が拳銃で自殺した事件で、同校近くで日本刀を所持していたとして銃刀法違反の現行犯で、組長の陳俊二が逮捕された。
2007年7月、密造した不正軽油の販売で得た利益を隠し、軽油引取税4250万円を脱税したとして、地方税法違反（未承認軽油製造、脱税）の疑いで、組長の陳俊二と組員らが逮捕された。
2018年11月、中学校の近くに暴力団事務所を開設したとして、東京都暴力団排除条例違反容疑などで組長の陳俊二、組員の田丸健二郎（中越健二郎）、橘田剛尚らが逮捕、2019年2月、同容疑で幹部の瓜生拓也と組員の松嶋重（松嶋クロス）が新たに逮捕された。
2019年4月、ラッパーにコカインを販売したとして麻薬取締法違反容疑で組員の岸野成利が逮捕された。
2019年6月、前年6月に歌舞伎町の路上で別の暴力団に所属する組員2人にクラクションを鳴らされた事に腹を立て、腕を引きずり回すなどど暴行を加えたとして組員の岸野成利、橘田剛尚、宮本哲也らが逮捕された。
2021年2月、組長の陳俊二が前年11月に新宿区の飲食店で店の支払いシステムに腹を立て店長や従業員に「俺はヤクザだ、こんな店つぶすぞ」と脅し、従業員の肩を揺さぶった疑いで逮捕された。